# Hydrothelphusa
Hydrothelphusa is een geslacht van kreeftachtigen uit de klasse van de Malacostraca (hogere kreeftachtigen).

## Soorten
- Hydrothelphusa agilis A. Milne-Edwards, 1872
- Hydrothelphusa bombetokensis (Rathbun, 1904)
- Hydrothelphusa madagascariensis (A. Milne-Edwards, 1872)
- Hydrothelphusa vencesi Cumberlidge, Marijnissen & J. Thompson, 2007